# 苗村神社
苗村神社（なむらじんじゃ）は、滋賀県蒲生郡竜王町にある神社。延喜式神名帳に長寸（なむら）神社として列座された格式高い式内社。旧社格は県社。近郷の33ヶ村にわたって氏子を有する総社。

## 歴史
くわしい創祀は不詳であるが、社伝によれば垂仁天皇の時代に祖霊信仰により始まった神社とされる。東苗村古墳群の地に地名の那牟羅と同音の長寸（長は最高位、寸は村の古字）と呼ばれる社、現在の東本殿が建立された。
平安時代、延喜式神名帳に記載されて式内社に列せられる。
安和2年（969年）3月28日、大和国芳野金峯山の国狭槌命の御神霊が神域の西方に鎮座し、この際、新たな社殿が造営された。この社はこれまでの本殿（東本殿）に対し西本殿と呼ばれる。
寛仁元年（1017年）正月、朝廷に門松用の松苗を献上して以来、年々の吉例となったことから、後一条天皇から苗村の称号を賜り、苗村と呼ぶようになった。
天文5年（1536年）3月2日、後奈良天皇から「正一位」の神位を授かる。同年4月9日には勅使中御門宗藤・山科言継により、神位記が奉納される。次いで同年5月9日、「正一位苗村大明神」の勅額を下賜される。
天正年間（1573年 - 1593年）には、織田信長が馬鞍一具、太刀七振りを寄進している。
1881年（明治14年）郷社に、1920年（大正9年）に県社に昇格している。

## 祭神
- 主祭神 - 那牟羅彦神（なむらひこがみ）・那牟羅姫神（なむらひめがみ）・国狭槌尊（くにのさづちのみこと）。西本殿の祭神。
- 相殿神 - 大国主命（おおくにぬしのみこと）・事代主神（ことしろぬしのかみ）・素盞嗚尊（すさのおのみこと）。東本殿の祭神。

## 境内

### 西境内
- 西本殿（国宝） - 徳治3年（1308年）再建。三間社流造り、桧皮葺。
- 幣殿
- 十禅師社（重要文化財） - 室町時代中期の再建。
- 八幡社（重要文化財） - 室町時代中期の再建。
- 恵比須社
- 綾之社
- 中門
- 拝殿
- 護国社
- 神輿庫（重要文化財） - 天文5年（1536年）再建。
- 國狹槌尊子守の像
- 社務所
- 儀式殿
- 収納庫
- 龍神社
- 参集所
- 不動堂 - 元は苗村宮庵室護摩堂。
- 楼門（重要文化財） - 大永2年（1522年）再建。
- 馬場

### 東境内
- 東本殿（重要文化財） - 室町時代中期の再建。
- 天神社
- 佐々貴社
- 大神宮
- 東苗村古墳群 - 6世紀後半の古墳群。

## 文化財

### 国宝
- 西本殿 附：厨子1基、棟札1枚

### 重要文化財
- 東本殿 附：棟札 2枚
- 八幡社本殿
- 十禅師社本殿
- 楼門 附：古材 2点
- 神輿庫
- 木造不動明王立像

## 祭事
苗村祭
毎年4月20日に行われる古式ゆかしい大祭。9つの宮座から神馬渡御があり、奉納神事のあと神馬10頭と神輿3基が行列し、旅所まで渡御する。
節句祭
毎年5月5日に行われる子供の成長を祝う大祭。子供神輿の奉納と神馬10頭が古式ゆかしい格好で参道を駆ける勇壮な「流鏑馬」が行なわれ終日多くの人で賑わう。
式年祭（33年大祭）
かつて毎年9月5日に氏子33ヶ村列座の大祭が行なわれていた。慶長4年（1599年）から33年に一度行われる。 2014年（平成26年）は14回目とされる。

## ご利益
- 縁結び
- 商売繁盛/出世開運、五穀豊穣、招福
- 安産、子宝
- 厄よけ、守護

## 所在地
〒520-2524 滋賀県蒲生郡竜王町大字綾戸467番地

## 交通アクセス
- JR琵琶湖線 近江八幡駅下車 バス20分 川守バス停下車
- 名神竜王IC 車10分

駐車場
普通車20台、大型車5台